# إيبوبروفين
إيبوبروفين أو ايبوبروفين أو آيبوبروفين (بالإنجليزية: Ibuprofen)‏ هو دواء من زمرة مضادات الالتهاب غير الستيرويدية (NSAID) يستعمل لعلاج الألم والحمى والالتهاب. متضمنة آلام الدورة الشهرية والشَّقيقَة والتهاب المفاصل الروماتويدي. ويمكن استعماله لإغلاق قناة شريانية مفتوحة عند الأطفال الخُدَّج. يؤخذ بالطريق الفموي أو وريديا، ويبدأ مفعوله خلال ساعة تقريبا.
من التأثيرات الجانبية الشائعة حرقة الفؤاد والطفح، وتحدث بقلة تأثيرات جانبية مثل النزف المَعدي المِعوي وذلك بالمقارنة مع مضادات الالتهاب غير الستيرويدية الأخرى. لكنه يزيد خطر فشل القلب والفشل الكلوي والفشل الكبدي. ولا يبدي بجرعات قليلة زيادة في خطر النوبة القلبية؛ لكن في الجرعات العالية قد يزداد الخطر. ويمكنه أن يزيد من شدة الربو. وليس من الواضح إن كان آمنا خلال الشهور الأولى من الحمل، ويبدو مضرا في الشهور الأخيرة للحمل لذلك لا ينصح به. ومثل مضادات الالتهاب غير الستيرويدية الأخرى فإنه يعمل على تثبيط إنتاج البروستاغلاندين بتثبيط إنزيم سيكلوأكسجيناز، ويعد أضعف مضادات الالتهاب غير الستيرويدية.
اكتشف ستيوارت أدامز الإيبوبروفين عام 1962م في بوتس المملكة المتحدة المحدودة وسوق مبدئيا باسم «بروفين» (بالإنجليزية: Brufen)‏. يتوفر بأسماء تجارية عديدة منها أدفيل ومورتين. سوِّق بداية في المملكة المتحدة عام 1969 وفي الولايات المتحدة عام 1974، وهو ضمن قائمة الأدوية الأساسية النموذجية لمنظمة الصحة العالمية. يتوفَّر كدواء جَنيس، بتكلفة إجمالية في الدول النامية تتراوح بين  دولار أمريكي0.01 و  دولار أمريكي0.04 للجرعة، في حين أن تكلفته في الولايات المتحدة حوالي  دولار أمريكي0.05 للجرعة. في 2017، كان في المرتبة 28 من قائمة الأدوية الأكثر صرفًا في الولايات المتحدة، بأكثر من 24 مليون وصفة طبية.

## الاستعمال الطبي

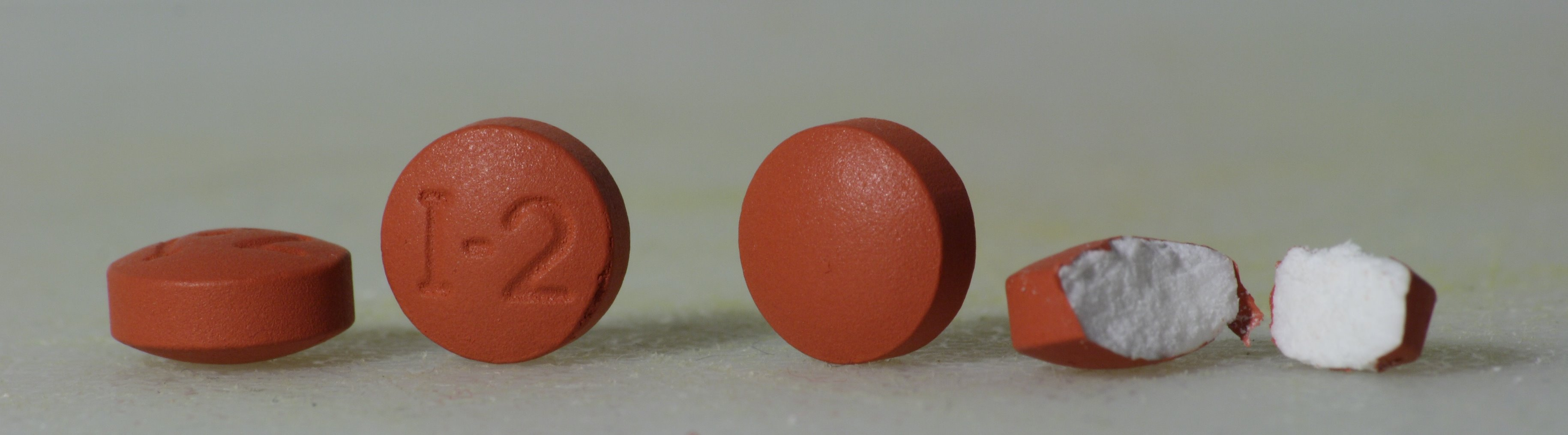
مثال لأقراص مضغوطة مغلفة من إيبوبروفين 200ملغ

يستعمل إيبوبروفين أساسًا لعلاج الحمَّى (كالحمى اللاحقة للتلقيح) والألم الخفيف إلى المتوسط (كالألم اللاحق للعملية الجراحية) وألم الحَيْض والفُصال العظميّ وألم الأسنان والصُّداع والألم بسبب حصى الكُلى. يستجيب حوالي 60% من الناس لمضادات الالتهاب غير الستيرويدية؛ والذين لا يستجيبون لأحدها قد يستجيبون لنوع آخر منها.
يستعمل لعلاج الأمراض الالتهابية مثل التهاب المفصل اليفعي مَجْهُوْلُ السَّبَب والتهاب المفاصل الروماتويدي، ويستعمل أيضاً لالتهاب التامور والقَناة الشِّرْيانِيَّة السَّالِكَة.

### إيبوبروفين ليزين
رخِّص إيبوبروفين ليزين (ملح الليزين للإيبوبروفين، أحيانا يسمى «ليزينات الإيبوبروفين» (بالإنجليزية: ibuprofen lysinate)‏) لعلاج نفس الحالات التي يُعالَج بها إيبوبروفين؛ فيستعمل ملح الليزين لأنه أكثر انحلالية بالماء. وافقت إدارة الغذاء والدواء الأمريكية في عام 2006 على استعمال إيبوبروفين ليزين لإغلاق القناة الشِّريانيَّة السَّالكة عند الرُضَّع الخُدَّج الذين يتراوح وزنهم بين 500 و 1,500 غرام (1 و 3 رطل) ولم يتجاوزوا 32 أسبوعًا من العمر الحَمْلِيّ عندما لم يُفلح التدبير الطبي الاعتيادي (مثل تَقْيِيد السَّوَائِل والمُدِرَّات والدعم التنفُّسيّ).

## التأثيرات الضائرة
تشمل الآثار الضائرة الغثيان وعسر الهضم والإسهال والإمساك والتَقَرُّح أو النزف المعدي-المعوي والصداع والدوخة والطفح واحتباس الأملاح والسوائل وارتفاع ضغط الدم.
ومن الآثار الضائرة الأقل حدوثًا التقرُّح المَريئِيّ وفشل القلب وفرط بوتاسيوم الدم واختلال الكلى والتخليط والتشنج القصبي.
تقاس كمية إيبوبروفين في الدم أو البلازما أو المصل لتبيان وجود الدواء في الشخص الذي عانى من تفاعل تآقيّ أو للتثبت من تشخيص الأشخاص المتسممين اللذين يعالجون في المستشفيات أو للمساعدة في تحقيقات الطب الشرعيّ. ولقد نشرت أفرودة تتناول علاقة تركيز إيبوبروفين في البلازما والوقت الماضي على الهضم وخطر حدوث سمية كلوية عند من تناولوا جرعة مفرطة.

### الخطر القلبي الوعائي
كما هو الحال مع مضادات الالتهاب غير الستيرويدية الأخرى، قد يترافق الاستعمال المزمن للإيبوبروفين مع خطر حدوث ارتفاع ضغط الدم عند النساء والخطر يكون أقل بالنسبة للأسِيتامينُوفين، وأيضًا مع خطر احْتشاءُ عَضَلِ القَلْب (نوبة قلبية)، خصوصًا عند اللذين يتناولون جرعات عالية على نحو مزمن. أصدرت إدارة الغذاء والدواء الأمريكية في التاسع من يوليو (تموز) 2015 تحذيرات شديدة اللهجة حول ازدياد خطر النوبة القلبية والسكتة الدماغية المترافقة مع استعمال إيبوبروفين ومضادات الالتهاب غير الستيرويدية الأخرى باستثناء الأسبرين، وأصدرت وكالة الأدوية الأوروبية (EMA) أيضًا تحذيرات مشابهة في 2015.

### البشرة
كما هو الحال مع مضادات الالتهاب غير الستيرويدية الأخرى، قد يترافق تناول الإيبوبروفين مع حدوث شَبيه الفُقَاعِ الفُقَّاعِيّ أو تنفُّط شَبيهُ الفُقَاع. ولقد وردت تقارير تشير إلى أنَّ إيبوبروفين -إضافة إلى مضادات الالتهاب غير الستيرويدية الأخرى- عامل محسِّسٌ للضَّوء، لكنّه يعتبر عاملًا محسِّسًا للضَّوء ضعيفًا بالمقارنة مع أعضاء مجموعة حمض 2-أريل البروبيونيك (بالإنجليزية: 2-arylpropionic acid)‏، ومن النادر أن يسبب الإيبوبروفين -إضافة إلى مضادات الالتهاب غير الستيرويدية الأخرى- المرض المناعي الذاتي المسمى متلازمة ستيفنس جونسون. ومن النادر للغاية أن يسبب الإيبوبروفين تقشُّر الأنسجة المتموِّتة البَشرويَّة التَّسمُّميّ.

### الإجهاض
تشير دراسة إلى أنَّ اللواتي يأخذن أي نوع أو كمية من مضادات الالتهاب غير الستيرويدية (من ضمنها: إيبوبروفين وديكلوفيناك ونابروكسين) هنَّ أكثر عرضة بـ 2.4 مرَّة ليحدث لهن الإجهاض بالمقارنة مع اللواتي لا يأخذن أدوية، في حين وجدت دراسة  أخرى عدم ازدياد خطر الإجهاض عند مجموعة الأمَّهات اللواتي يأخذن مضادات الالتهاب غير الستيرويدية.

## التآثرات

### الكحول
قد يزيد شرب الكحول عند أخذ الإيبوبروفين من خطر النزف المعدي.

### الأسبرين
وفقًا لإدارة الغذاء والدواء الأمريكيَّة، «يُمكن أن يتداخل الإيبوبروفين مع التأثير المُضاد لتكدُّس الصُّفيحات عند الجرعات المنخفضة من الأسبرين، مما قد يجعل الأسبرين أقل فعالية عند استخدامه لحماية القلب والوقاية من السكتة الدماغية.» ويمكن تجنب الأمر بالمباعدة فترة زمنية كافية بين جرعات الإيبوبروفين والأسبرين آني التحرُّر. تعتمد فترة المباعدة المُنصَح بها بين جرعات الإيبوبروفين والأسبرين على من منهما سيؤخذ أولًا؛ فتكون 30 دقيقة أو أكثر إذا أخذ إيبوبروفين بعد الأسبرين آني التحرُّر، و8 ساعات أو أكثر إذا أخذ إيبوبروفين قبل الأسبرين آني التحرُّر. لكن لا ينصح بهذه المواقيت للأسبرين المُغلَّف معويًّا. في حال أخذ الإيبوبروفين من حينٍ لآخر فقط دون الالتزام بالمواقيت الآنفة، يقل تأثيره السلبي على فائدة الأسبرين اليومي في حماية القلب والوقاية من السكتة الدماغية.

### الباراسيتامول
تعتبر مُشاركة الباراسيتامول مع الإيبوبروفين آمنة عمومًا عند الأطفال للاستعمال لفترة وجيزة.

## الجرعة المفرطة
أصبح تناول جرعة مُفرِطة من إيبوبروفين شائعًا منذ أن رُخِّص للاستعمال بدون وصفة طبية. ولقد وردت تقارير في مجلات طبية مُحكَمة عن حوادث الجرعة المفرطة، لكن معدل حدوث المُضاعفات المهددة للحياة من الجرعة المفرطة للإيبوبروفين قليلة. تتراوح استجابة الشخص في حالة الجرعة المفرطة بين غياب للأعراض إلى الوفاة بغض النظر عن مستوى الرعاية الصحية، معظم الأعراض سببها زيادة المفعول الدوائي للإيبوبروفين ومنها الألم البطنيّ والغثيان والتقيُّؤ والنُعاس والدَوخَة والصُداع وطنين الأذن والرأرأة. ونادرًا ما تحدث بعض الأعراض التي وردت بها تقارير سريريَّة مثل النزف المعدي-المعوي والنوبات والحُماض الاستقلابي (الأيضي) وفرط بوتاسيوم الدم ونقص ضغط الدم بُطء القَلبِ (أَقَلُّ مِنْ 60 ضَرْبَة في الدَّقيقَة) وتسرُّع القلب، الرَّجَفان الأُذيني والغَيبوبة وخلل وظيفة الكبد والفشل الكُلْوِيّ الحاد والزُراق ونقص التهوية وتوقف القلب. تختلف شدَّة الأعراض حسب الجرعة ومع مضي الوقت؛ وتلعب حساسيّة الفرد دورًا مهمًّا أيضًا. لكن عمومًا الأعراض المُصاحبة للجرعة المفرطة من الإيبوبروفين مُشابهة لأعراض فرط الجرعة بمضادات الالتهاب غير الستيرويدية الأُخرى.
العلاقة ضعيفة بين وَخامَة (شِدَّة) الأعراض ومستوى الإيبوبروفين في بلازما الدم، ومن غير المُرجَّح حدوث السميَّة بجرعات أقل من 100 ملغ\كغ لكن قد تكون السُمِّيَّة وخيمة بجرعات أعلى من 400 ملغ\كغ (حوالي 150 مضغوطة بتركيز 200 ملغ للشخص السليم); وليس من الضروري أن تشير الجرعات العالية إلى أنَّ الدَوْرَةٌ العِلاجِيَّة مُميتة. من الصعب تحديد الجرعة المميتة بدقَّة لأنَّها قد تختلف حسب العمر والوزن والظروف المُصاحِبة للشخص.
يعتمد علاج الجرعة المفرطة من إيبوبروفين على كيفية ظهور الأعراض. يُنصَح في حالة ظهور الأعراض باكرًا بإِزالَة التَّلَوُّث من المعدة، بواسطة الفَحم النَّباتِيّ المُنَشَّط؛ لامتزازه (ادمصاص) الدواء قبل دخوله مجرى الدَّم. والآن[متى؟] نادرًا ما يُستعمل غَسْلُ المَعِدَة لكنَّه قد يكون مهمًّا في حالة تناول كميَّةٍ مُهَدِّدةٍ للحياة، يُطبَّق خلال 60 دقيقة من وقت تناول الدواء. لا يُنصَح بالتَّقيُّؤ المُحَرَّض. غالبية الإببوبروفين المهضوم يعطي تأثيرًا خفيفًا وعند تناول جرعة مفرطة يجب تدبير الأمر مباشرةً، ويجب قياس معدَّل خروج البول الطبيعي ومراقبة وظيفة الكُلَى. يمتلك الإيبوبروفين خواصًّا حامضيَّة وينطرح عن طريق الكُلى، ومن المفيد القيام بإدرار البول القلوي القسري. ونظرًا لارتباط الإيبوبروفين الشديد ببروتين الدم فإن إطراحه الكلويّ بالشكل غير المتبدِّل قليل للغاية، ولإدرار البول القلوي القسري في هذه الحالة فائدة محدودة.

## آلية العمل
تعمل مضادات الالتهاب غير الستيرويدية مثل إيبوبروفين عبر تثبيط إنزيمات السيكلوأكسجيناز (COX) التي تحول حمض الأراكيدونيك إلى بروستاغلاندين H2 والذي بدوره يحول بوساطة إنزيمات أخرى إلى بروستاغلاندينات أخرى (تتوسط الّألم والالتهاب والحمى) وإلى ثرومبوكسان A2 (يحفز تكدس الصفائح الدموية مما يؤدي لتشكل خثرة).
ومثلما هو الحال عند الأسبرين والإندوميتاسين فالإيبوبروفين مثبِّط إنزيمات السيكلوأكسجيناز غير انتقائي، وبذلك يثبّط نظيري السيكلوأكسجيناز COX-1 وCOX-2. يُدار الفعل المسكّن للألم والمُضاد للحمّى والمضاد للإلتهاب على نحو أساسيّ عبر تثبيط السيكلوأكسجيناز-2؛ ممّا يقلل اصطناع البروستاغلاندينات الّتي تتوسّط الالتهاب والألم والتورم. أمّا التأثير المضاد للحمّى قد يكون بسبب الفعل عند الوِطاء الذي يزيد تدفق الدم المحيطي والتوسع الوعائي ممّا يؤدّي لتبدُّد الحرارة. وبالعكس قد يؤدِّي تثبيط السيكلوأكسجيناز-1 إلى تأثيرات غير مرغوبة في السبيل المعدي-المعوي.

### الحرائك الدوائية
يصل التركيز المصلي الأعظمي للدواء بعد التناول الفموي بحوالي 1-2 ساعة إلى نسبة 99% من الدواء مرتبطًا ببروتينات البلازما. وتُستَقلب الغالبية العظمى من الإيبوبروفين وتطرح في البول خلال 24 ساعة؛ لكن تبقى نسبة 1% بالشكل غير المتبدل للدواء وتطرح في المفرزات الصفراويَّة.

## موانع الاستعمال
يجب الامتناع عن تناول أيبوبروفين (بروفين) في الحالات التالية
- مرض الربو القصبي
- الحساسية للأيبوبروفين
- القرحة الهضمية الفعالة أو في حال وجود نزف من المعدة
- الحمل وخاصة في الشهور الأخيرة
- حذرت منظمة الصحة العالمية تناول الدواء في حالة الإصابة بفيروس كورونا [53]

## البنية الفراغية

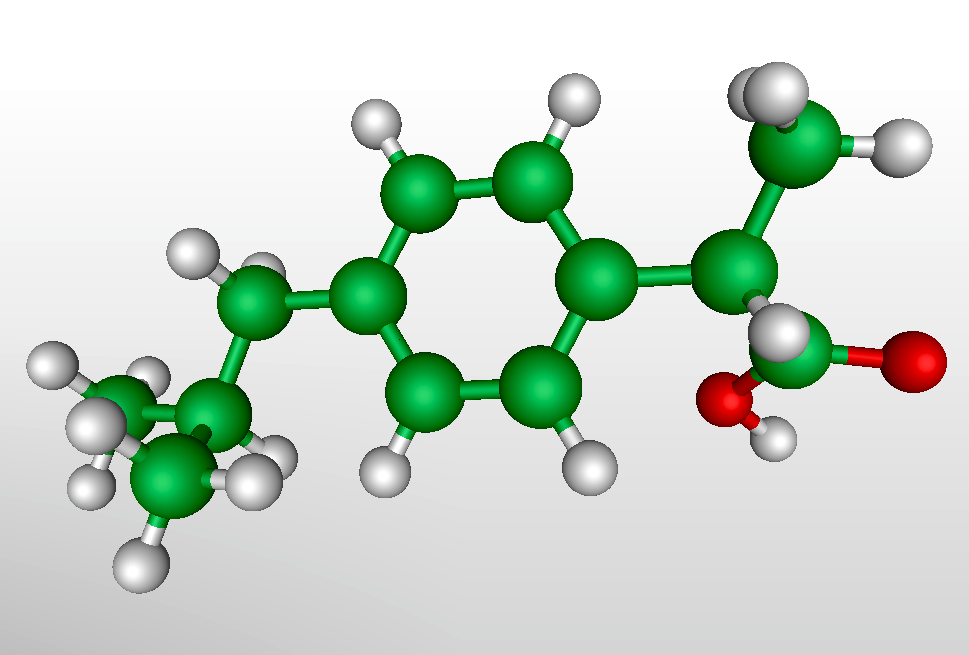
نموذج ثلاثي الأبعاد لمتزامر الأيبوبروفين «أر» (R)-ibuprofen

للأيبوبروفين، كما لغيره من مشتقات 2-أريلبروبيونات بما فيها الكيتوبروفين ووفلربايبروفين ونابروكسين وغيرها، ذرة كربون مقعدية على الموضع ألفا في مجموعة البروبيونات. ونتيجة لذلك فهنالك مقابلين ضوئيين للأيبوبروفين قد يمتلك كل منهما آثارا بيولوجية وأيضية مختلفة عن الآخر.
وقد اكتشف بالفعل أن المتزامر «أس» (S-(+)-ibuprofen)، والذي يعرف باسم ديكسيبروفين، هو العنصر الفاعل أنبوبيا وداخل الجسم. ومن هنا بدا أن تسويق المتزامر الفاعل من الأيبوبروفين سوف يعطي انتقائية وفاعلية أكبر.
كما كشفت الأبحاث في الجسم الحي عن وجود إنزيم مصاوغة يحول المتزامر «أر» إلى المتزامر «أس» الفاعل. لذلك، ونتيجة للتكاليف وللإخفاق الذي قد يصاحب تسويق المتزامر النقي الفاعل من الأيبوبروفين فإن جميع أشكاله المسوقة حاليا هي عبارة عن مزيج راسيمي من كلا المتزامرين.

## السمومية للإنسان
المعلومات المتوفرة عن آثار تناول جرعة مفرطة من الأيبوبروفين محدودة. عادة ما تتباين شدة الأعراض الظاهرة تبعا للجرعة المأخوذة والوقت. بالإضافة فإن الاختلاف في الحساسية بين الأشخاص له دور مهم. وتتراوح استجابة الإنسان للجرعة المفرطة من عدم تأثره بها وحتى الوفاة التي قد تحدث حتى لو وضع الشخص تحت العناية المركزة. ومعظم الأعراض التي تظهر تنتج عن الخواص الدوائية للأيبوبروفين وتشمل الآلام البطنية والغثيان والقيء والنعاس والدوخة والرأرأة، وهي ارتجاج العين اُفقيا أو عموديا عند النظر نحو طرف العين. ومن الأعراض المحتملة أيضا هي النزيف المعوي. وقد يحدث كذلك أعراضا أخرى مثل الصداع والطنين ومثبط للجهاز العصبي المركزي ونوبات وانخفاض ضغط الدم وبطء القلب وتسرع القلب والرجفان الأذيني. وفي حالات نادرة فقد سجلت بعض الأعراض مثل الحماض الاستقلابي والإغماء والفشل الكلوي الحاد واحتباس السوائل والصوديوم مصحوبا بأذمات وفرط بوتاسيوم الدم وانقطاع النفس -خصوصا عند الأطفال- وانخفاض التنفس وتوقفه. وسجلت أيضا حالات قليلة من الزراق. وبشكل عام فإن الأعراض المشاهدة في حالة الجرعات المفرطة من الأيبوبروفين مماثلة لتلك التي يظهرها الأدوية اللاستيرويدية المضادة للالتهاب الأخرى.
ليس هنالك علاقة قوية بين شدة الأعراض الناتجة عن الجرعة الزائدة ومستوى البلازما المقاس. ويبلغ مستوى الجرعة الحرجة ما بين 100 و 800 ملغم/كغم، ولكن هذا الرقم الأخير لا يعني أن الحالة سوف تكون قاتلة. فالجرعة العلاجية الواحدة تبلغ ما بين 5 إلى 10 ملغم/كغم، لذلك فإن المنسب العلاجي يتراوح بين 10 و 160، إلا أنه من غير الممكن تحديد الجرعة جزئية الإماتة (LD50) بشكل دقيق وذلك لأن الجرعة المميتة تختلف حسب العمر والوزن والأمراض المصاحبة للمريض.
يعتمد علاج التسمم بالأيبوبروفين بشكل كبير على الأعراض. ففي الحالات المبكرة قد يلجأ إلى التحريض على التقيؤ. وقد يفيد أيضا غسيل المعدة. وفي جميع الحالات يجب استخدام الفحم المنشط تكرارا ليمتص العقار قبل أن يدخل الدورة الجهازية (الدورة الجسمية الكبرى). ومن الاحتياطات المعيارية المحافظة على معدل طبيعي للبول. ولكون الأيبوبروفين ذي خصائص حامضية وكونه يخرج مع البول فقد يكون إدرار البول القاعدي المحدث مفيدا. ويمكن أيضا تطبيق العلاج العرضي للانخفاض ضغط الدم وللنزيف الجهاز الهضمي ولحموضة الدم. وغالبا ما تستعمل المراقبة الحثيثة في غرفة العناية المركزة وتكون أمرا ضروريا. وإذا ما نجا المريض من التسمم ففي الغالب لن يعاني أية عقابيل لاحقا.

## توافره
رخص الأيبوبروفين للاستعمال بوصفة طبية في المملكة المتحدة في عام 1969 م. في السنوات اللاحقة، أدى التقبل الجيد والتجربة المكثفة في المجتمع -وهو ما يعرف بالطور التجريبي الرابع- إلى إعادة طرح الأيبوبروفين في علب صغيرة وجعله متاحا عالميا في الصيدليات بدون وصفة. وبالفعل فقد زاد التوجه نحو جعل الأيبوبروفين متاحا في السوبرماركتات والمتاجر العامة الأخرى. فمثلا، في الولايات المتحدة ينتشر الأيبوبروفين -غالبا على شكل جرعات من 200 ملغم- بشكل مماثل لانتشار الأسبرين وأسيتامينوفين كمسكنات ألم بدون وصفة.

## وصلات خارجية
- المكتبة الوطنية الأمريكية للأدوية : آيبوبروفين